# Plectorhinchus harrawayi
Plectorhinchus harrawayi is een straalvinnige vissensoort uit de familie van grombaarzen (Haemulidae). De wetenschappelijke naam van de soort is voor het eerst geldig gepubliceerd in 1952 door Smith.